# Гурман, Михаил Ильич
Михаил Ильич Гурман (8 августа 1953, Сталинабад, Таджикская ССР, СССР) — советский футболист, полузащитник клуба «Кайрат» и ряда клубов 8 (казахстанской) зоны 2 лиги чемпионата СССР.
С июля 2019 года — генеральный директор ФК «Астана».

## Карьера
Начинал футбольную карьеру в команде «Нефтяник», выступавшей в чемпионате Таджикской ССР среди коллективов физкультуры за Ленинский район. В 1973 дебютировал с командой в 6-й зоне 2-й лиги чемпионата СССР .
В 1974 году переехал в Казахстан, провел сезон за «Орбиту» из Кзыл-Орды. В 1975 его пригласили в клуб Первой лиги алма-атинский «Кайрат». В команде быстро освоился и уже в 1976 году внес весомый вклад в выход команды в Высшую лигу чемпионата СССР. В Высшей лиге в 1977—1979 гг. Гурман провёл 21 матч и забил 2 гола.
Затем играл за павлодарский «Трактор», карагандинский «Шахтёр» и талдыкорганский «Жетысу».
За казахстанские клубы в Первой лиге забил 18 мячей, а во Второй — 69 мячей. В 1982 и 1983 годах в составе карагандинского «Шахтера» был победителем зонального турнира.
Гурман — член клуба G100 (Клуба казахстанских бомбардиров).

## Футбольный функционер
1985  — старший тренер ФК «Жетысу».
С 1986 по 1990 гг. — председатель кооператива «Альфа».
С 1991 по 2003 гг. — вице-президент «Футбольной ассоциации Казахстана».
С 2004 по 2010 гг. — директор по спортивным сооружениям Министерства туризма и спорта РК.
С 19 марта 2010 по 14 декабря 2011 года Гурман — директор Национальной футбольной лиги Казахстана .
С декабря 2011 по ноябрь 2012 был вице-президентом Федерации футбола Казахстана.
С 13 ноября 2012 — председатель Профессиональной футбольной лиги Казахстана . 9 сентября 2014 года 61-летний Михаил Гурман ушёл в отставку "по собственному желанию" с поста председателя ПФЛК РК .
Последние годы работал менеджером отдела развития массового футбола ФК «Кайрат» в городе Алматы.
26 июля 2019 года назначен генеральным директором ФК «Астана» .

## Награды  и звания
- Юбилейная Медаль «20 лет независимости Республики Казахстан» (2011)
- «Почетный деятель ПФЛК» (2018)

## Семья
- Брат Гурман, Изя Ильич
- Сын Марк Гурман — защитник ФК «Астана».